# Kościół św. Jana Bosko w Luboniu
Kościół św. Jana Bosko w Luboniu – jeden z czterech kościołów rzymskokatolickich w mieście Luboń. Mieści się przy ulicy Księdza Streicha, w dzielnicy Stary Luboń. Należy do dekanatu lubońskiego.

## Historia
Z inicjatywą budowy kościoła wyszedł jako pierwszy ks. Stanisław Streich – ówczesny proboszcz parafii żabikowskiej, który z zaangażowaniem przewodniczył Komitetowi Budowy Kościoła. Jesienią 1934 roku ksiądz Streich nabył od Uniwersytetu Poznańskiego grunt pod budowę przyszłej świątyni. 1 października 1935 roku, po oddaniu do użytku nawy bocznej, w Poznaniu został wydany akt, na mocy którego oficjalnie powstała parafia. Pięć dni później, jej proboszcz, ks. Stanisław Streich odprawił pierwszą mszę przy nawie powstającego kościoła. W kolejnych latach rozbudowano i wykończono wnętrze świątyni, a w 1939 roku powstała dzwonnica. 27 lutego 1938 roku podczas odprawiania mszy, zamordowany został przez członka bojówki komunistycznej ks. Stanisław Streich. Spoczął na placu przy zachodniej ścianie kościoła. W 2024 umieszczono ekshumowane szczątki w sarkofagu, wewnątrz kościoła. Ks. Stanisław Streich został beatyfikowany 24 maja 2025. 
Przez lata okupacji hitlerowskiej w murach kościoła magazynowano materiały sanitarne. Po wyzwoleniu, latem 1945 roku rozpoczęto odbudowę spalonej przez Niemców i zniszczonej działaniami wojennymi świątyni. W październiku 1946 roku odprawiono w niej, pierwsze po zakończeniu wojny, nabożeństwo. W latach 1976–1981 przeprowadzono przebudowę wnętrza kościoła.
Od 1997 roku ks. kan. Karol Biniaś przeprowadził liczne prac wokół świątyni. W 2002 roku ceglane mury świątyni zostały otynkowane i pomalowane. Dach został wyłożony czerwoną dachówką. W 2007 teren wokół świątyni został wyłożony kostką brukową. Od 2012 roku do końca pracy w parafii ks. Biniaś przeprowadził na szeroką skalę remont domu parafialnego wraz z dachem i instalacją centralnego ogrzewania oraz remont dachu kościoła. W 2013 roku zamontował płyty grzejne po ławkami, a w drugiej połowie 2014 roku przeprowadził drobne prace renowacyjne w tym wymienił trzy bramy wejściowe. W planach była także wymiana ogrzewania w kościele.
Przy placu wokół kościoła znajduje się krzyż misyjny, upamiętniający misje święte które miały miejsce w parafii.
W 2011 roku został posadzony Dąb Pamięci upamiętniający zamordowanego w Katyniu majora Antoniego Marcinkowskiego.
24 maja 2025 roku abp Zbigniew Zieliński ogłosił kościół pw. św. Jana Bosko diecezjalnym sanktuarium bł. Stanisława Streicha.